# Rangsang
Rangsang (indonesisch Pulau Rangsang) ist eine indonesische Insel vor der Ostküste von Sumatra in der Straße von Malakka gelegen.

## Geografie
Mit einer Fläche von knapp 908 km² stellt sie die fünftgrößte einer ganzen Reihe von vor der Ostküste Sumatras liegenden Inseln dar, die jeweils durch nur wenige Kilometer breite Meeresarme voneinander getrennt sind. Nördlich von Rangsang liegt die Straße von Malakka und südlich von Rangsang die Insel Rantau, von der sie durch die Airhitam Strait getrennt ist. Ebenfalls im Süden, östlich von Rantau, liegen die kleinen Inseln Tupang und Serapung, noch weiter östlich die größere Mendol. Östlich von Rangsang liegen die Inseln Karimun Besar, Karimun und Kundur.
Rangsang ist rund 60 km lang, bis zu 18 km breit und durchweg flach.

## Verwaltung
Administrativ gehört die Insel Rangsang zum Regierungsbezirk (Kabupaten) Kepulauan Meranti der Provinz Riau und besteht aus den zwei Unterdistrikten (Kecamatan) Rangsang und Rangsang Barat die zusammen 57.876 Einwohner haben (Stand: 2007). Die beiden Hauptorte sind Tanjung Samak an der Südostküste sowie Banto im Westen der Insel.